# Tetrica exul
Tetrica exul är en insektsart som beskrevs av Jacobi 1941. Tetrica exul ingår i släktet Tetrica och familjen sköldstritar. Inga underarter finns listade i Catalogue of Life.